# Last Idol
Last Idol — японская девичья идол-группа, продюсируемая поэтом-песенником Ясуси Акимото. Группа была образованна через телевизионную программу прослушивание «Last Idol», концепция которой направлена на создание лучшей идол-группы.

## О группе Last Idol

### История.
В июле 2017 года Ясуси Акимото объявил о прослушивании для программы с целью создания новой идол-группы. Данное прослушивание отличалось от традиционного тем, что независимо от имения профессионального опыта, дебютная песня, хореография и костюмы были готовы заранее, а первоначальные участницы отобранные для группы могли быть заменены до дебюта в битвах, проходивших на программе.
Программа начала выходить в августе 2017 года. Еженедельно в каждом выпуске программы появлялась претендентка, которая выбирала одну из временных участниц группы и состязался с ней 1 на 1 посредством выступления, в надежде заполучить её позицию в группе. Победитель выбирался лишь одним из 4-х судей, который выбирался случайным образом и в случае победы претендентки, она занимала место побеждённой участницы.
Официальные участницы были подтверждены после 22-х битв, а дебют идол-группы под названием «Last Idol» в составе 7-ми человек состоялся 20 декабря 2017 г. В этот день вышел их дебютный сингл «Bandwagon». Кроме того, из проигравших участниц были сформированы вторые юниты, в которые входило от 3-х до 6-ти человек. Таким образом Last Idol и 4 вторых юнита образовали «Last Idol Family», в которую вошло 25 человек.
Затем «Last Idol Family» провели битву продюсеров для 2-го сингла, которой был посвящён 2-й сезон программы, стартовавший в январе 2018 года. В данной битве юниты боролись за возможность исполнить заглавную песню 2-го сингла. В апреле 2018 года по аналогии с первым сезоном стартовал 3-й сезон, на котором прошёл отбор 12-ти участниц для 2-го поколения группы, победительницы которого исполняли заглавную песню 5-го сингла. Параллельно с 3-м сезоном в июне 2018 г. на ABEMA TV стартовала 2-я битва продюсеров, победители в которой исполняли заглавную песню 4-го сингла.
3-й сингл, который вышел до присоединения 2-го поколения к группе, был первым «мирным» синглом, поскольку заглавную песню исполняли все участницы «Last Idol Family». Между юнитами прошло примирение и для исполнения связующих песен сингла прошла перетасовка юнитов, так прошла деятельность группы не ограниченная одними лишь битвами. После присоединения 2-го поколения и андеров (яп. アンダー) 2-го поколения, в группе стало 52 участницы. В октябре 2018 года программа была переименована с «Last Idol» на «Last Idol, Yoroshiku!», а битвы являвшемся её синопсисом стали лишь её абзацем, а программа превратилась в развлекательное шоу.
В январе 2019 был анонсирован новый проект «искусство синхронной ходьбы» и на программе стартовал показ 3-х месячного тренинга. Результат тренировок был показан на шоу в перерыве официальной игры B.LEAGUE, там же прошло, связанное с данным проектом, первое выступление с заглавной песней 6-го сингла, в котором приняли участие все участницы группы. 6-й сингл стал первым, занявшим первое место в японском еженедельном рейтинге Oricon. В июне 2019 года стартовал новый проект «танец повышенной сложности», который должен был стать хореографией заглавной песни 7-го сингла группы, в котором вновь принимали участие все участницы группы. Результат впервые был показан на фестивале фейерверков в Дзингу Гайен.
После 2-х синглов в которых принимали участие все участницы группы в декабре 2019 года было объявлено, что для 8-го сингла пройдёт отбор. На программе было показано прослушивание для сингла, а в феврале 2020 года был объявлен результат, согласно которому было выбрано 18 человек.
В июле 2020 года был анонсирован очередной проект «искусство битвы на мечах» на котором также прошёл отбор для 9-го сингла группы.
Таким образом Last Idol характеризуется прослушиванием, под названием «битвы», и проявлением бросания вызовов проектам повышенной сложности, которые далеки от традиционных идол-групп.

### О названии Last Idol.
Изначально «Last Idol» назывались 7 участниц, переживших все битвы 1-го сезона программы. После этого, когда во 2-м сезоне программы выиграл юнит «Chou Cream Rockets», «Last Idol» были переименованы на «LaLuce», поскольку заглавную песню второго сингла «Last Idol» исполнили «Chou Cream Rockets».
Название изменилось только у бывших «Last Idol», название же юнита «Chou Cream Rockets» осталось неизменным.Победившие в 3-м сезоне программы 12 участниц, образовавшие «Last Idol 2-kisei» также исполнили заглавную песню 5-го сингла как «Last Idol». На момент выхода программы «Last Idol in AbemaTV» 24 июня 2018 года, «Last Idol» обозначается просто как «титул».
Изначально деятельность всей группы обобщалась названием «Last Idol Family», исполнители всех общих песен из 1-го и 2-го синглов, которые исполняли все участницы 1-го поколения, также обозначались как «Last Idol Family». Но во время выпуска 3-го сингла, из-за того, что заглавную песню исполняли все участницы 1-го поколения, название Family исчезло, а название «Last Idol» стало использоваться как общий термин для обозначения всех участниц и группы в целом. Сейчас названием «Last Idol Family» обозначается официальный сайт и официальный твиттер группы.
Юниты, которые исполняли заглавную песню сингла как «Last Idol».
| № | Название юнита                                  | Название заглавной песни                                 | Дата подтверждения исполняющего юнита | Дата выхода | Примечания                                                                              |
| - | ----------------------------------------------- | -------------------------------------------------------- | ------------------------------------- | ----------- | --------------------------------------------------------------------------------------- |
| 1 | Last Idol (яп. ラストアイドル)                  | Bandwagon (яп. バンドワゴン)                             | 17.12.2017                            | 20.12.2017  | 7 участниц, переживших все битвы 1-го сезона (Позже были переименованы на LaLuce)       |
| 2 | Chou Cream Rockets (яп. シュークリームロケッツ) | Kimi no Achoo! (яп. 君のAchoo!)                          | 01.04.2018                            | 18.04.2018  | Юнит, победивший во 2-м сезоне в битвах продюсеров                                      |
| 3 | Все                                             | Suki de Suki de Shouganai (яп. 好きで好きでしょうがない) | 01.07.2018                            | 01.08.2018  | Исполняется все участницами, до присоединения 2-го поколения.                           |
| 4 | LaLuce                                          | Everything will be all right                             | 26.08.2018                            | 24.10.2018  | Юнит, победивший во 2-х битвах продюсеров                                               |
| 5 | Last Idol 2-kisei (яп. ラストアイドル2期生)     | Ai Shika Buki ga Nai (яп. 愛しか武器がない)              | 30.09.2018                            | 05.12.2018  | 12 участниц 2-го поколения, переживших все битвы 3-го сезона                            |
| 6 | Все                                             | Otona Survivor (яп. 大人サバイバー)                      | 10.03.2019                            | 17.04.2019  | Все, кто участвовал в проекте «искусство синхронной ходьбы»                             |
| 7 | Все                                             | Seishun Train (яп. 青春トレイン)                         | 26.07.2019                            | 11.09.2019  | Все, кто участвовал в проекте «танец повышенной сложности»                              |
| 8 | 18 отобранных участниц                          | Ai wo Shiru (яп. 愛を知る)                               | 20.02.2020                            | 15.04.2020  | Выбранные в отборочном прослушивании участницы, в котором приняла участие 41 участница. |
| 9 | 21 отобранная участница                         | Nanbitomo (яп. 何人も)                                   | 24.09.2020                            | 04.11.2020  |                                                                                         |

### Хронология событий.
2017.
- 8 июля. Стартует прослушивание для программы.
- 13 августа. Начинается вещание программы Last «Idol». На программе были представлены 7 выбранных временных участниц.
- 24 сентября. Объявление о том, что дебютирующая группа будет назваться «Lats Idol».
- 15 октября. Представление первого из вторых юнитов под названием «Good Tears».
- 5 ноября. Представление второго юнита под названием «Chou Cream Rockets» (яп. シュークリームロケッツ).
- 3 декабря. Представление второго юнита под названием «Someday Somewhere».
- 17 декабря. Определяются официальные 7 участниц группы «Last Idol». В этот же день был представлен последний второй юнит под названием «Love Cocchi».
- 20 декабря. Выходит 1-й сингл Last Idol под названием «Bandwagon» (яп. バンドワゴン).

2018.
- 13 января. Стартует 2-й сезон программы «Last Idol».
- 14 февраля. Проходит концерт «Last Idol Family First Concert» (яп. ラストアイドルファミリー ファーストコンサート).
- 1 апреля. Завершаются битвы продюсеров, по результатам которых юнит «Chou Cream Rockets» исполняет заглавную песню 2-го сингла, а «Last Idol» переименовывается в «LaLuce».
- 15 апреля. Стартует 3-й сезон программы «Last Idol». На программе были представлены 12 выбранных временных участниц 2-го поколения.
- 18 апреля. Выходит 2-й сингл под названием «Kimi no Achoo!» (яп. 君のAchoo!). В этот же день проходит концерт «Last Idol Family 2nd Single Hatsubai Kinen Concert in Zepp DiverCity».
- 3 июня. Стартует программа «Last Idol in AbemaTV».
- 1 августа. Выходит 3-й сингл под названием «Suki de Suki de Shouganai» (яп. 好きで好きでしょうがない)[4][5].
- 26 августа. На программе «Last Idol in AbemaTV» завершаются битвы продюсеров, по результатам которых юнит «LaLuce» исполняет заглавную песню 4-го сингла.
- 30 сентября. Завершаются битвы 2-го поколения. Определяются официальные 12 участниц 2-го поколения «Last Idol»
- 7 октября. Среди участниц, проигравших в битвах 2-го поколения, 18 присоединяется к группе в качестве андеров 2-го поколения (яп. 2期生アンダー).
- 24 октября. Выходит 4-й сингл под названием «Everything will be all right»[6].
- 5 декабря. Выходит 5-й сингл под названием «Ai Shika Buki ga Nai» (яп. 愛しか武器がない)[3].
- 19 декабря. В TOKYO DOME CITY HALL проходит концерт «Last Idol 1-shuunen Kinen Concert» (яп. ラストアイドル1周年記念コンサート).

2019.
- 1 января. На программе «Last Idol, Yoroshiku» объявляется о проекте «искусство синхронной ходьбы».
- 23 марта. В перерыве официальной игры B.LEAGUE, проходит первое выступление с «искусством синхронной ходьбы», а также первое выступление с заглавной песней 6-го сингла «Otona Survivor» (яп. 大人サバイバー).
- 17 апреля. Выходит 6-й сингл под названием «Otona Survivor» (яп. 大人サバイバー).
- 9 июня. На программе «Last Idol, Yoroshiku» объявляется о проекте «танец повышенной сложности».
- 10 августа. На фестивале фейерверков в Дзингу Гаиен проходит первое выступление с 7-м синглом «Seishun Train» (яп. 青春トレイン).
- 11 сентября. Выходит 7-й сингл под названием «Seishun Train» (яп. 青春トレイン).
- 25 декабря. В Culttz Kawasaki проходит концерт «Last Idol 2-shuunen Kinen Christmas Concert» (яп. ラストアイドル2周年記念クリスマスコンサート). Тогда же объявляется о прослушивании для исполнения заглавной песни 8-го сингла.

2020.
- 20 февраля. Объявляются результаты прослушивания для исполнения заглавной песни 8-го сингла.
- 15 апреля. Выходит 8-й сингл под названием «Ai wo Shiru» (яп. 愛を知る).
- 23 июля. На программе «Last Idol, Yoroshiku» объявляется о проекте «искусство битвы на мечах».
- 17 октября. В перерыве официальной игры B.LEAGUE, проходит показ «искусства битвы на мечах» и первое выступление с заглавной песней 9-го сингла «Nanbitomo» (яп. 何人も).
- 4 ноября. Выходит 9-й сингл под названием «Nanbitomo» (яп. 何人も).

## Состав группы

### 1-е Поколение.
Участницы 1-го поколения входят в состав одного из пяти юнитов, образованных в первом сезоне программы. Все юниты принадлежат агентству TWIN PLANET. Поскольку условием подачи заявки на участие в 1-м поколении было то, что участница может уже состоять в каком-либо агентстве и быть участницей какой-нибудь другой группы, среди участниц есть те, кто принадлежит не к TWIN PLANET, а к другому агентству.
LaLuce.
| Позиция | Имя участницы                       | День рождения | Место рождения | Рост     | Агентство              | Примечания |
| ------- | ----------------------------------- | ------------- | -------------- | -------- | ---------------------- | --- |
| No.1    | Абэ Нанами (яп. 阿部菜々実) [Лидер] | 17.05.2002    | Ямагата        | 170 см   |                        | Победила Мадзиму Вакану в 10-м выпуске программы и заняла её позицию. Параллельно является участницей идол-юнита «pax puella» (яп. パクスプエラ). |
| No.4    | Ясуда Аири (яп. 安田愛里)           | 24.06.1999    | Канагава       | 162 см   | Sun Music              | Первоначальная участница. Участница 6-го поколения «Actres Incubation». |
| No.5    | Нагацки Мидори (яп. 長月翠)         | 17.05.2000    | Эхимэ          | 151 см   |                        | Первоначальная участница. Проиграла в 11-м выпуске программы Камохаре Рэне, и в связи с уходом Камохары Рэны победила Киёхару Рио и вернулась в 16-м выпуске. Одновременно является участницей юнита «Chou Cream Rockets». Бывшая участница группы «Opening Sisters» (яп. オープニングシスターズ). |
| No.6    | Судзуки Харука (яп. 鈴木遥夏)       | 29.06.2003    | Тиба           | 164.5 см | Victor Music Arts,Inc. | Победила Ямаду Махиро в 8-м выпуске программы и заняла её позицию. Участница 5-го поколения «SoLaDo Girls». |

Good Tears.
| Позиция | Имя участницы                       | День рождения      | Место рождения | Рост   | Агентство                                              | Примечания |
| ------- | ----------------------------------- | ------------------ | -------------- | ------ | ------------------------------------------------------ | --- |
| No.3    | Аизава Рука (яп. 相澤瑠香)          | 22 мая 1999 г.     | Мияги          | 165 см |                                                        | Бывшая первоначальная участница (Позиция No.7). Проиграла Коге Яко в 3-м выпуске программы. Бывшая участница группы «sendai☆syrup»                                                           |
| No.4    | Асахи Кана (яп. 朝日花奈)           | 13 июля 1997 г.    | Тиба           | 153 см | Office AUI                                             | Проиграла Ясуде Аири в 4-м выпуске программы. Параллельно является участницей идол-юнита «Tokyo Rockets»                                                                                     |
| No.5    | Икемацу Аири (яп. 池松愛理) [Лидер] | 28 августа 1996 г. | Фукуока        | 164 см | ACTIVEHAKATA LTd. (Фукуока) Discovery Next inc.(Токио) | Проиграла Ямаде Махиро в 5-м выпуске программы. Бывшая участница группы «Rev. from DVL» Гран-при на конкурсе Ichigo Hime Contest 2014 Специальная награда от читателей на Miss Magazine 2018 |

Chou Cream Rockets (яп. シュークリームロケッツ).
| Позиция | Имя участницы                      | День рождения      | Место рождения | Рост   | Агентство | Примечания |
| ------- | ---------------------------------- | ------------------ | -------------- | ------ | --------- | --- |
| No.1    | Мацумото Момона (яп. 松本ももな)   | 12 октября 2002 г. | Канагава       | 159 см |           | Проиграла Мадзиме Вакане в 9-м выпуске программы. Бывшая участница Amorecarina Tokyo (яп. アモレカリーナ東京) |
| No.2    | Одзава Аими (яп. 小澤愛実) [Лидер] | 9 апреля 2003 г.   | Канагава       | 161 см |           | Бывшая первоначальная участница (Позиция No.3). Проиграла Оиси Нацуми в 12-м выпуске программы.               |
| No.3    | Нагацки Мидори (яп. 長月翠)        | 17 мая 2000 г.     | Эхимэ          | 151 см |           | Одновременно является участницей юнита «LaLuce». См. соответствующий раздел.                                  |

Someday Somewhere.
| Позиция | Имя участницы                         | День рождения     | Место рождения | Рост     | Агентство    | Примечания |
| ------- | ------------------------------------- | ----------------- | -------------- | -------- | ------------ | --- |
| No.1    | Мадзима Вакана (яп. 間島和奏) [Лидер] | 26 апреля 2000 г. | Хоккайдо       | 161 см   |              | Бывшая первоначальная участница (Позиция No.1). Проиграла Абэ Нанами в 10-м выпуске программы. Была финальным кандидатом «1st AKB48 Group Draft Kaigi».                 |
| No.3    | Момияма Химэри (яп. 籾山ひめり)       | 22 марта 2004 г.  | Тотиги         | 156.5 см | Management S | Проиграла Йосидзаке Ае в 14-м выпуске программы. Бывшая участница группы Spindle, в которой ранее совмещала деятельность. Самая младшая участница в «Last Idol Family». |
| No.6    | Кимура Мисаки (яп. 木村美咲)          | 3 июня 1999 г.    | Акита          | 159 см   | Cross Idea   | Проиграла Коге Яко в 7-м выпуске программы. Бывшая участница группы RHYMEBERRY (яп. ライムベリー), выступавшая под именем MISAKI                                        |

Love Cocchi.
| Позиция | Имя участницы                            | День рождения      | Место рождения | Рост     | Агентство                      | Примечания |
| ------- | ---------------------------------------- | ------------------ | -------------- | -------- | ------------------------------ | --- |
| No.1    | Ямамото Аири (яп. 山本愛梨)              | 8 ноября 2002 г.   | Хиросима       | 157.5 см |                                | Проиграла Оиси Нацуми в 19-м выпуске программы. Выпускница 38-го поколения школы «Actor’s School Hiroshima» в Фукуяме Бывшая участница группы Gintma seven (яп. 銀玉seven), выступавшая под именем Итиносэ Аири (яп. 一ノ瀬愛梨) |
| No.2    | Накамура Сюри (яп. 中村守里)             | 14 июня 2003 г.    | Токио          | 164.5 см | OHTA PRODUCTION Inc.           | Проиграла Судзуки Харуке в 17-м выпуске программы. Участница 6-го поколения «Actres Incubation» |
| No.3    | Омори Рио (яп. 大森莉緒)                 | 22 декабря 2001 г. | Айти           | 164 см   | Rainbow Entertainment Co.,Ltd. | Проиграла Оиси Нацуми в 14-м выпуске программы. Бывшая участница группы «eyes», в которой ранее совмещала деятельность Бывшая участница группы Pink Babies (яп. ピンク・ベイビーズ)                                              |
| No.4    | Нисимура Хонока (яп. 西村歩乃果) [Лидер] | 28 января 1995 г.  | Канагава       | 153 см   | STARRAY PRODUCTION             | Проиграла Ёсидзаке Ае в 11-м выпуске программы. Самая старшая участница в «Last Idol Family» Бывшая сотрудница, работавшая в качестве стилиста по причёскам                                                                      |

### 2-е Поколение.
12 временных участниц 2-го поколения были впервые представлены 15 апреля 2018 г. в 3-м сезоне программы. Согласно правилам в данное поколение набирались любители, не профессионалы. Официальные 12 участниц 2-го поколения были подтверждены 30 сентября 2018 г. В этот же день были открыты их Twitter и SHOWROOM.
Кроме того, 18 участниц из числа проигравших в битвах, присоединились к группе 7 октября как 2-kisei Unders (яп. 2期生アンダー). В отличие от 1-го поколения все 30 участниц 2-го поколения принадлежат агентству TWIN PLANET.
Кроме того, поскольку название победившего юнита в 3-м сезоне «Last Idol 2-kisei» (2-е Поколение Last Idol), важно отметить, что «2-е Поколение» может относиться только к 12-ти победительницам программы, а может относиться ко всем участницам, дебютировавшим после 3-го сезона, включая «Last Idol 2-kisei Unders».
Last Idol 2-kisei (яп. ラストアイドル2期生).
| Позиция | Имя участницы                  | День рождения | Место рождения | Рост   | Примечания |
| ------- | ------------------------------ | ------------- | -------------- | ------ | --- |
| No.1    | Хасимото Момоко (яп. 橋本桃呼) | 28.06.2003    | Ямагути        | 158 см | Победила Синохару Нодзоми в 16-м выпуске программы и заняла её позицию. Бывшая участница «Hello Pro Kenshusei»                                   |
| No.2    | Мидзуно Мана (яп. 水野舞菜)    | 08.11.2000    | Канагава       | 158 см | Первоначальная участница. |
| No.5    | Сасаки Кокоро (яп. 佐佐木一心) | 11.03.2004    | Сидзуока       | 164 см | Победила Кидзаки Тисато в 10-м выпуске программы и заняла её позицию.                                                                            |
| No.6    | Ямамото Руна (яп. 山本琉愛)    | 28.12.2003    | Сидзуока       | 150 см | Первоначальная участница. |
| No.7    | Матида Хонока (яп. 町田穂花)   | 31.03.2003    | Сайтама        | 156 см | Первоначальная участница. Бывшая участница «Tokyo 23ku Girls» (яп. 東京23区ガールズ), выступавшая под именем Кацусика Хоно (яп. 葛飾萌乃)        |
| No.9    | Оба Юмэ (яп. 大場結女)         | 06.12.2000    | Тиба           | 154 см | Проиграла Ямамото Руне в 8-м выпуске программы. В связи с уходом Каминагути Химэки, в борьбе за её позицию, победила Такаги Михо в 19-м выпуске. |
| No.10   | Хата Мисаки (яп. 畑美紗起)     | 27.03.1996    | Сайтама        | 154 см | Первоначальная участница. Гран-при в конкурсе «Miss SANNO 2014» (яп. ミス産能2014)                                                               |
| No.11   | Симома Карин (яп. 下間花梨)    | 14.03.2001    | Айти           | 156 см | Победила Оданаку Минори в 6-м выпуске программы и заняла её позицию.                                                                             |
| No.12   | Курита Мао (яп. 栗田麻央)      | 22.12.2002    | Осака          | 160 см | Победила Кавату Рихо в 4-м выпуске программы и заняла её позицию. Бывшая участница и лидер группы «Sakurakko» (яп. 桜っ娘)                       |

Last Idol 2-kisei Unders (яп. ラストアイドル2期生アンダー).
| Имя участницы                    |
| -------------------------------- |
| Такахаси Мими (яп. 高橋美海)     |
| Кидзаки Тисато (яп. 木﨑千聖)    |
| Сасаки Кокоро (яп. 佐佐木一心)   |
| Синохара Нодзоми (яп. 篠原望)    |
| Окамура Мана (яп. 岡村茉奈)      |
| Такахаси Минори (яп. 高橋みのり) |
| Ивама Хинако (яп. 岩間妃南子)    |
| Ёнэда Миина (яп. 米田みいな)     |
| Мията Юмэ (яп. 宮田有萌)         |
| Окумура Юки (яп. 奥村優希)       |
| Такаги Михо (яп. 高木美穂)       |
| Кубота Саяка (яп. 久保田沙矢香)  |
| Суто Моэ (яп. 首藤百慧)          |
| Утагава Сакура (яп. 宇田川桜夢)  |
| Сираиси Мана (яп. 白石真菜)      |

## Дискография

### Синглы
| № | Дата релиза | Название                                               | Исполнитель                                     |
| - | ----------- | ------------------------------------------------------ | ----------------------------------------------- |
| 1 | 20.12.2017  | Bandwagon (яп. バンドワゴン)                           | Last Idol (яп. ラストアイドル)                  |
| 2 | 18.04.2018  | Kimi no Achoo! (яп. 君のAchoo!)                        | Chou Cream Rockets (яп. シュークリームロケッツ) |
| 3 | 01.08.2018  | Sukide Sukide Shouganai (яп. 好きで好きでしょうがない) | Last Idol (яп. ラストアイドル)                  |
| 4 | 24.10.2018  | Everything will be all right                           | LaLuce                                          |
| 5 | 05.12.2018  | Ai Shika Buki ga Nai (яп. 愛しか武器がない)            | Last Idol 2-kisei (яп. ラストアイドル2期生)     |
| 6 | 17.04.2019  | Otona Survivor (яп. 大人サバイバー)                    | Last Idol (яп. ラストアイドル)                  |
| 7 | 11.09.2019  | Seishun Train (яп. 青春トレイン)                       | Last Idol (яп. ラストアイドル)                  |
| 8 | 15.04.2020  | Ai wo Shiru (яп. 愛を知る)                             | Last Idol (яп. ラストアイドル)                  |
| 9 | 04.11.2020  | Nanbitomo (яп. 何人も)                                 | Last Idol (яп. ラストアイドル)                  |

### Комментарии
1. ↑  Например после окончания 2-го сезона программы официальный аккаунт Нагацки Мидори в твиттере был переименован на (LaLuce&Chou Rockets), таким образом этот аккаунт оправдал запутанные правила переименования.
2. ↑  Если бы всякий раз синглы выходили бы под названием победившего юнита, возникла бы сложная ситуация с тем, что хоть Chou Cream Rockets выпускает уже вторую песню, их сингл был бы 1-м, поэтому было решено все синглы выпускать под общим названием «Last Idol».
3. ↑  19-й выпуск 1-го сезона.
4. ↑  12-й выпуск 2-го сезона.
5. ↑  11-й выпуск 3-го сезона.
6. ↑  13-й выпуск Last Idol in AbemaTV.
7. ↑  21-й выпуск 3-го сезона.
8. ↑  Изначально она совмещала деятельность «Last Idol» и «Opening Sisters», но группа распалась 18-го сентября 2017 г.
9. ↑  Она была представлена как MISAKI, когда появилась на передаче в качестве претендентки. Когда она присоединилась к Someday Somewhere её имя было изменено на Кимура Мисаки.
10. ↑  Если у участницы уже существовал твиттер, то в нём был переименован ID
11. ↑  Название юнита на момент выхода сингла. Позже юнит был переименован на LaLuce.